# Ptychomitrium neocaledonicum
Ptychomitrium neocaledonicum là một loài rêu trong họ Ptychomitriaceae. Loài này được (Broth. & Paris) Cardot mô tả khoa học đầu tiên năm 1913.